# اختلال الميكروبيوم

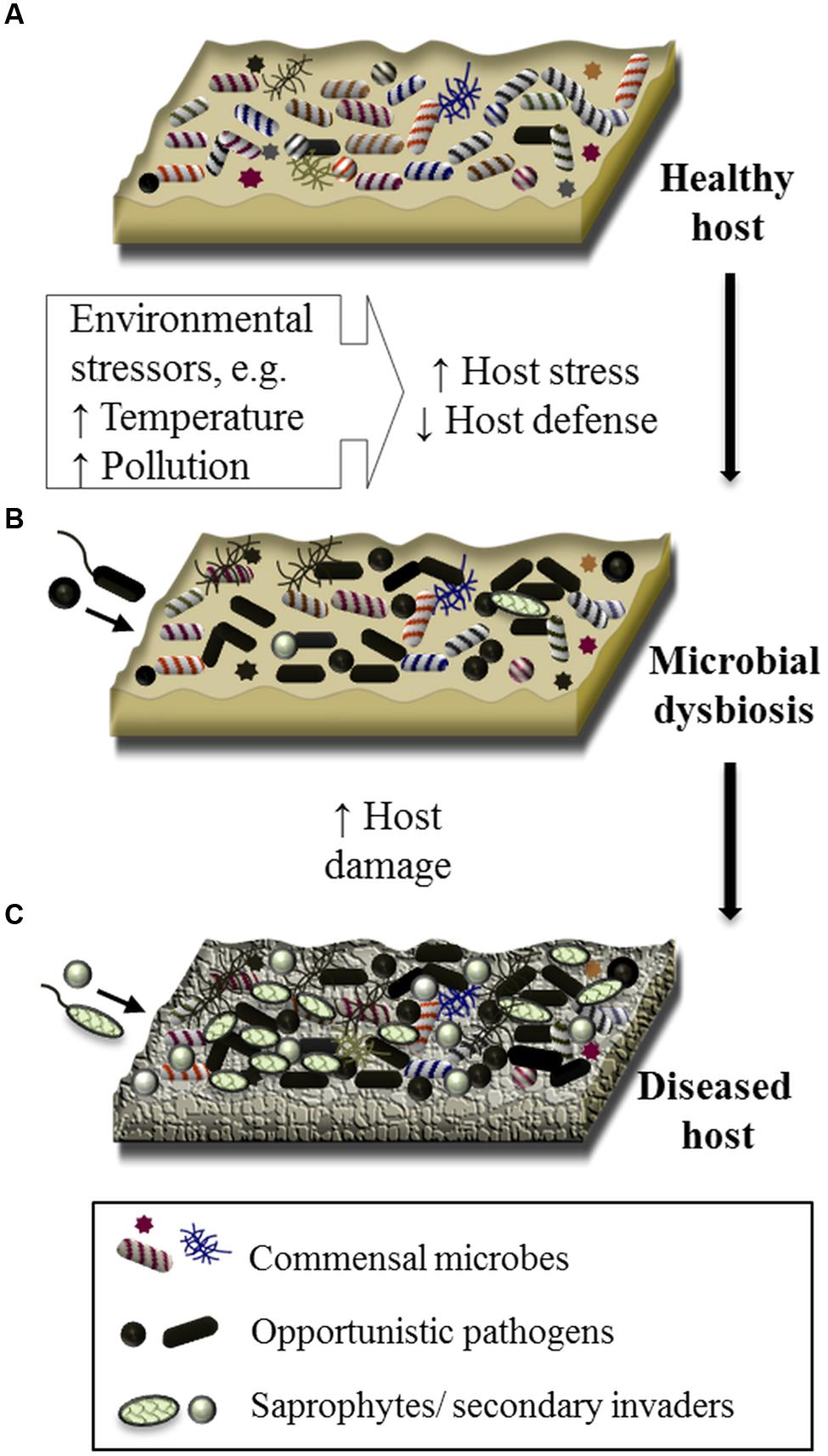

اختلال الميكروبيوم (في الإنجليزية: Dysbiosis)، ويُطلق عليه أيضًا اختلال التوازن البكتيري (في الإنجليزية: Dysbacteriosis)، مصطلح يشير لاختلال توازن أو سوء تكيف الكائنات الدقيقة على سطح الجسم أو داخله. على سبيل المثال: قد يختل توازن الكائنات الحية الدقيقة المتعايشة مع الجسم البشري (مثل نبيت الجلد، أو نبيت الأمعاء، أو نبيت المهبل)؛ بحيث ينقص وجود الأنواع المهيمنة عادةً، ما يعطي الفرصة لبقية الكائنات بالتكاثر وغزو الفراغ. غالبًا ما يُذكَر اختلال الميكروبيوم كجزء من اضطرابات الجهاز الهضمي، خاصةً في حالة فرط النمو البكتيري في الأمعاء الدقيقة (SIBO)، أو فرط النمو الفطري في الأمعاء الدقيقة (SIFO).
تكون المستعمرات الميكروبية النموذجية الموجودة على سطح الجسم أو في داخله عادةً حميدة أو مفيدة. تقوم هذه المستعمرات الميكروبية المفيدة عندما تكون بأحجام مناسبة بسلسلة من الوظائف المفيدة والضرورية كالمساعدة في الهضم مثلًا. إضافةً إلى ذلك، تساعد هذه المستعمرات في حماية الجسم من اختراق الميكروبات المسببة للأمراض. ومن الواجب ذكره أنّ هذه المستعمرات الميكروبية المفيدة تتنافس مع بعضها البعض على المساحة والموارد.

## الأسباب
يشمل اضطراب التوازن الميكروبي طيفًا من الأسباب، ومن بين هذه الأسباب: العلاج بالمضادات الحيوية، معاقرة الكحول، أو اتباع نظام غذائي غير مناسب.

## التأثير
تُظهِر المستعمرات الميكروبية -عندما يكون التوازن مضطربًا- قدرةً منخفضةً على التحقق من نمو بعضها البعض، ما قد يؤدي إلى تكاثر مفرط في واحدة أو أكثر من المستعمرات؛ وبالتالي يؤثر على السلالات الصغيرة المفيدة الأخرى سلبًا، وينتهي بالدخول في حلقة مفرغة. يؤدي تلف المستعمرات المفيدة إلى اضطراب أكثر وضوحًا مع الوقت؛ تحدث هذه المشكلات بسبب نقص قدرة المستعمرات الباقية والجديدة على التحقق من نمو بعضها البعض. إذا استمر هذا الوضع لفترة طويلة بما فيه الكفاية، سينشأ خلل واسع النطاق مزمن بين المستعمرات، ما سيقلل في النهاية من الطبيعة المفيدة لهذه المستعمرات ككل.
تفرز المستعمرات الميكروبية أيضًا أنواعًا مختلفة من النفايات الثانوية. يقوم الجسم باستخدام آليات مختلفة لإزالة النفايات -في ظل الظروف الطبيعية- بتدبير هذه المنتجات الثانوية بفعالية دون أي مشاكل تذكر. لسوء الحظ، تفرز المستعمرات الضخمة كميات أكبر من قدرة الجسم على التعامل معها. يسبب ما سبق الأعراض الصحية السلبية العديدة المشاهدة في ظل اختلال الميكروبيوم.

## أمراض ذات صلة
يمكن أن يؤدي اختلال الميكروبيوم إلى السماح للعضويات الضارة الخارجية أو الموجودة ضمن الميكروبيوم بالسيطرة على الأمعاء، وتشمل الأمراض المرتبطة بذلك: أمراض اللثة، الداء المعوي الالتهابي، متلازمة التعب المزمن، البدانة، السرطان التهاب المهبل الجرثومي، والتهاب القولون.

### السرطان
يؤدي الاختلال المديد في بيئة الميكروبيوم إلى عملية التهابية مديدة؛ وذلك بدوره يمكن أن يعزز إنتاج الأيضات (أو المستقلبات) المسببة للسرطان.

### المطثيات العسيرة
تصيب المطثيات العسيرة -جراثيم انتهازية- المرضى بعد حدوث اضطراب في الميكروبيوم عادةً، كالعلاج بالمضادات الحيوية مثلًا. يمكن أن تؤدي العدوى إلى عدة أعراض مختلفة، وذلك يتضمّن: الإسهال المائي والحمى وفقدان الشهية والغثيان والآلام البطنية. يؤدي الإنتان الشديد أو المزمن بالمطثيات العسيرة إلى التهاب القولون.

### التهاب اللثة
يلحق التهاب اللثة الضرر بالعظام الداعمة للأسنان، وقد يؤدي إلى فقدان الأسنان أيضًا. يعتبر اختلال الميكروبيوم الفموي أحد عوامل الخطر الرئيسية لالتهاب اللثة بسبب تراكم العضويات المسببة للأمراض.

## العلاج

### المضادات الحيوية
لا توجد الكثير من البيانات حول فعالية استخدام المضادات الحيوية لعلاج اختلال الميكروبيوم، وذلك بسبب التفاعلات المعقدة في الميكروبيوم. مع ذلك، ثبت امتلاك الريفاكسيمين (مضاد حيوي واسع الطيف) تأثيرًا ضئيلًا على ميكروبيوم الأمعاء، وثبتت فعاليته في تحسين العديد من الأمراض المرتبطة باختلال الميكروبيوم، بما في ذلك متلازمة القولون المتهيج، التهاب القولون التقرحي، وداء كرون.

### زرع الميكروبيوتا في البراز (FMT)
تتمحور فكرة هذه الطريقة كما البروبيوتيك حول إعادة التوازن الصحي للميكروبات في الميكروبيوم عن طريق إدخال الميكروبات المفيدة في البيئة. تؤخذ في هذه الطريقة عينات برازية من شخص سليم، ثم تعالج وتُعطَى للشخص المصاب. تُستَخدَم حاليًا هذه الطريقة في علاج المرضى المصابين بالمطثيات العسيرة الذين أثبتوا مقاومتهم للعلاجات الأخرى. قد تنتقل بعض العوامل الممرضة من المتبرع إلى المريض لأن هذه الطريقة غير معقمة، ولهذا فإن التوجه الحالي يسعى إلى عزل وزرع العضويات المطلوبة بشكل مستقل.

### البروبيوتيك
تعرف منظمة الصحة العالمية البروبيوتيك بأنه: «عضويات دقيقة تمنح فائدة صحية للمضيف عندما تعطى بكميات مناسبة». تكمن فائدة استخدام البروبيوتيك في علاج الأمراض المرتبطة باختلال الميكروبيوم في قدرتها على معالجة السبب الأساسي للأمراض المذكورة. تشمل بعض الفوائد قدرتها على قمع الالتهاب في الميكروبيوم، وإيقاف غزو العوامل المسببة للأمراض.